# Oil Springs
Oil Springs es un pueblo canadiense situado en la provincia de Ontario.

## Superficie
Oil Springs tiene una superficie de 8,14 km².

## Demografía
En 2021, tenía 647 habitantes, una densidad poblacional de 79,5 hab./km², y 283 viviendas.